# Lignyoptera thaumastaria
Lignyoptera thaumastaria is een vlinder uit de familie spanners (Geometridae). De wetenschappelijke naam is voor het eerst geldig gepubliceerd in 1901 door Rebel.
De soort komt voor in Europa.